# Mali Kozjak
Kozjak, také znám jako Mali Kozjak nebo Primorski Kozjak pro odlišení od Velikiho Kozjaku, je hora ležící nad Kaštelou v Dalmácii v Chorvatsku.
Patří k Dinárským horám a táhne se od průsmyku Klis až po výhled na letiště Split na severozápadě. Nejvyšší vrchol se jmenuje Veli vrj (779 metrů nad mořem) nad Kaštelem Gomilicou. Její jižní svah je velmi strmý a severní skalní svahy se postupně mění na vlnitou náhorní plošinu dalmatské Zagory. Kozjak je tvořen hlavně krasovými vápencovými horninami.
Mali Kozjak ve městě Kaštela je známější než Veliki Kozjak nad obcí Kijevo. Na západní straně hřebene je známé horské středisko Malačka ve výšce 477 metrů nad mořem.
Nejvyšší Veli vrj vrchol má výhled na město Split, starověké římské osídlení Salona, města Solin, Kaštela, Trogir a většinu ostrovů střední Dalmácie.

## Geografie
V západní části hřebene se nachází horská chata Malacka se stejnojmenným sedlem v nadmořské výšce 466 m. Sveti Ivan Biranj (631 m n. m.) je nejvyšší vrchol v západní části Kozjaku. Mírně západně od vrcholu je kaple sv. Jana, který je oslavován jako svatý patron Kaštel Lukšiće. Celý Kozjak je protkán dobře značenými turistickými stezkami a jsou zde čtyři turistické chaty.